# Costa Crociere
Costa Crociere S.p.A., znana tudi kot Costa Cruises je italijanski operater potniških križark, ki je v lasti britanskoameriškega Carnival Corporation & plc. . Podjetje je bilo ustanovljeno že leta 1854, sprva so operirali s transportnimi ladjami. Leta 1947 so začeli s potniško linijo med Italijo in Južno Ameriko. Kasneje so se osredotočili samo na potniške križarke. Leta 2000 je Costa Crociere postala ena od 11 križarskih linij, ki jih ima v lasti Carnival Corporation.

## Trenutna flota

### RazredMistral
| Ladja            | Leto izgradnje | Vstop v uporabo (pri Costi) | Gros tonaža | Zastava | Opombe | Slika |
| ---------------- | -------------- | --------------------------- | ----------- | ------- | ------ | ----- |
| Costa neoRiviera | 1999           | 2013–danes                  | 48 200      | →       | [ 4 ]  |       |

### RazredClassica
| Ladja              | Leto izgradnje | Vstop v uporabo (pri Costi) | Gros tonaža | Zastava | Opombe                                                             | Slika |
| ------------------ | -------------- | --------------------------- | ----------- | ------- | ------------------------------------------------------------------ | ----- |
| Costa neoClassica  | 1991           | 1991–Danes                  | 52 926 GT   | →       | Sprva Costa Classica, preimenovana leta 2014 v Costa neoClassica   |       |
| Costa neoRomantica | 1993           | 1993–danes                  | 56 769 GT   | →       | Sprva Costa Romantica, preimenovana leta 2012 v Costa neoRomantica |       |

### RazredVictoria
| Ladja          | Leto izgradnje | Vstop v uporabo (pri Costi) | Gros tonaža | Zastava | Opombe                                     | Slika |
| -------------- | -------------- | --------------------------- | ----------- | ------- | ------------------------------------------ | ----- |
| Costa Victoria | 1996           | 1996–danes                  | 75 166 GT   | →       | Podobna ladjam Norwegian Sky Norwegian Sun |       |

### RazredSpirit
| Ladja              | Leto izgradnje | Vstop v uporabo (pri Costi) | Gros tonaža | Zastava | Opombe           | Slika |
| ------------------ | -------------- | --------------------------- | ----------- | ------- | ---------------- | ----- |
| Costa Atlantica    | 2000           | 2000–Danes                  | 85 619 GT   | Italija | Panamax velikost |       |
| Costa Mediterranea | 2003           | 2003–Danes                  | 85 619 GT   | Italija | Panamax velikost |       |

### RazredLuminosa
| Ladja           | Leto izgradnje | Vstop v uporabo (pri Costi) | Gros tonaža | Zastava | Opombe                             | Slika |
| --------------- | -------------- | --------------------------- | ----------- | ------- | ---------------------------------- | ----- |
| Costa Luminosa  | 2009           | 2009–Danes                  | 92 700 GT   | Italija | Hibrid med razredi Spirit in Vista |       |
| Costa Deliziosa | 2010           | 2010–Danes                  | 92 700 GT   | Italija | Hibrid med razredi Spirit in Vista |       |

### RazredFortuna (Destiny)
| Ladja         | Leto izgradnje | Vstop v uporabo (pri Costi) | Gros tonaža | Zastava | Opombe                                                | Slika |
| ------------- | -------------- | --------------------------- | ----------- | ------- | ----------------------------------------------------- | ----- |
| Costa Fortuna | 2003           | 2003–Danes                  | 102 587 GT  | Italija | Identična ladjam Carnival Triumph in Carnival Victory |       |
| Costa Magica  | 2004           | 2004–Danes                  | 102 587 GT  | →       | Identična ladjam Carnival Triumph in Carnival Victory |       |

### RazredConcordia
| Ladja           | Leto izgradnje | Vstop v uporabo (pri Costi) | Gros tonaža | Zastava | Opombe                       | Slika |
| --------------- | -------------- | --------------------------- | ----------- | ------- | ---------------------------- | ----- |
| Costa Serena    | 2007           | 2007–Danes                  | 114 500 GT  | Italija | Concordia-razred             |       |
| Costa Pacifica  | 2009           | 2009–Danes                  | 114 500 GT  | Italija | Concordia-razred             |       |
| Costa Favolosa  | 2011           | 2011–Danes                  | 114 500 GT  | Italija | Modificiran razred Concordia |       |
| Costa Fascinosa | 2012           | 2012–Danes                  | 114 500 GT  | Italija | Modificiran razred Concordia |       |

### RazredDream
| Ladja         | Leto izgradnje | Vstop v uporabo (pri Costi) | Gros tonaža | Zastava | Opombe                | Slika |
| ------------- | -------------- | --------------------------- | ----------- | ------- | --------------------- | ----- |
| Costa Diadema | 2014           | 2014-Danes                  | 132 500 GT  | Italija | Največja ladja družbe |       |

### Flota v pretklosti
- Anna C (1948–1981)
- Andrea C (1948–1981)
- Luisa C (1947–1951)
- Maria C (1947–1953)
- Franca C (1952–1977)
- Flavia C (1968–1982)
- Federico C (1958–1983)
- Fulvia C (1969–1970)
- Giovanna C (1947–1953)
- Italia (1974–1983)
- Bianca C (1959–1961)
- Carla C (1967–1985, 1986–1992)
- Predloga:MS (1981–1984)
- Danae (1979–1992)
- Daphne (1979–1997)
- Enrico C (1965–1994)
- Eugenio C (1966–1996)
- Costa Riviera (1981–2002)
- Costa Olympia (1993)
- Predloga:MS (1995–1998)
- Costa Tropicale (2001–2005)
- Costa Europa (2002–2010)
- Costa Marina (1988–2011)
- Costa Concordia (2006-2012)
- Costa Splendor (2008)
- Costa Allegra (1989-2012)
- Costa Voyager (2011-2013)
- Costa Celebration (2014)

## Destinacije (poleti 2015)

### Zahodni Mediteran
- Costa Diadema: Neapelj, La Spezia, Savona, Marseille, Barcelona & Palma De Mallorca.
- Costa Fascinosa: Savona, Civitavecchia, Palermo, Ibiza, Palma De Mallorca & Barcelona.
- Costa Magica: Savona, Marseille, Tangier, Casablanca, Cádiz, Lizbona & Valencia .
- Costa neoRiviera: Savona, Toulon, Propriano, Olbia, Trapani, Valletta, Salerno, Capri &  Portoferraio.

### Vzhodni Mediteran
- Costa Deliziosa: Benetke, Bari, Krf, Mikonos, Santorini & Dubrovnik.
- Costa Mediterranea: Trst, Split, Kotor, Argostoli, Krf & Dubrovnik.
- Costa neoClassica: Benetke, Split, Krf, Santorini, Atene, Istanbul, Mikonos, Argostoli & Dubrovnik.

### Norveški fjordi
- Costa Favolosa: København, Hellesylt, Geiranger, Bergen, Kristiansand, Oslo & Warnemünde.
- Costa Pacifica: Kiel, Hellesylt, Geiranger, Honningsvag, Tromso, Leknes, Trondheim, Andalsnes & Bergen.
- Costa Fortuna: Amsterdam, Bergen, Hellesylt, Geiranger, Andalsnes, Olden, Flåm & Stavanger.
- Costa neoRomantica: Hamburg, Haugesund, Kristiansand, Bodø, Sortland, Narvik, Leknes & Flåm.

### Baltiško morje
- Costa Pacifica: Kiel, Stockholm, Helsinki, Sankt Peterburg, Talin, Riga, Klaipeda & Gdynia.
- Costa Luminosa: Stockholm, Helsinki, Talin & Sankt Peterburg.

### Azija
- Costa Serena
- Costa Atlantica
- Costa Victoria

## Zunanje piovezave
- Costa Cruises Corporate
- Costa Cruises stran
- Lokacije ladij na Goggle Maps Arhivirano 2015-07-04 na Wayback Machine.
- Costa Line – Linea "C" Page 1A – The Early Liners 1948–65